# Bag
Bag là một làng thuộc hạt Pest, Hungary. Làng này có diện tích 23,55 km², dân số năm 2010 là 3974 người, mật độ 169 người/km².